# Il negozio fantasma
Il negozio fantasma (titolo originale The Moving Toyshop) è un romanzo giallo del 1946 di Edmund Crispin, pseudonimo del musicista e scrittore britannico Bruce Montgomery. Il romanzo è il terzo della serie poliziesca nella quale indaga il professor Gervase Fen. Il romanzo è dedicato al poeta inglese Philip Larkin, al quale nel capitolo 10 viene ironicamente attribuito da Gervase Fen il saggio The Influence of Sir Gawain on Arnold's Empedocles on Etna.
Benché sia stato pubblicato nel 1946, le vicende de Il negozio fantasma si svolgono nel 1938, due anni prima della storia narrata ne Il diavolo nella cattedrale.
Nel 1987 il critico e scrittore H. R. F. Keating ha inserito The Moving Toyshop nella lista dei 100 migliori gialli letterari.

## Trama
Oxford, autunno 1938. Il poeta Richard Cadogan giunge nella notte ad Oxford e, muovendosi a piedi nelle vie della città universitaria, spinto dalla curiosità entra in un negozio di giocattoli la cui porta è aperta. Al secondo piano del negozio Cadogan si imbatte nel cadavere di una donna anziana, accanto al quale si trova un biglietto con un numero di telefono. La donna è stata uccisa, strangolata con una corda sottile.
Le indagini di Cadogan vengono bruscamente interrotte da un colpo alla testa che fa perdere i sensi al poeta per alcune ore. Al mattino l'uomo si ritrova chiuso in uno sgabuzzino, ma riesce ad uscire dal negozio attraverso una finestrella per recarsi al più vicino posto di polizia.
Il sopralluogo al negozio si rivela un buco nell'acqua, visto che al posto del negozio di giocattoli i poliziotti trovano una drogheria. A questo punto l'unica possibilità per Cadogan, certissimo di essersi imbattuto in un delitto, è di rivolgersi al professor Gervase Fen del St. Christopher College, eccentrico docente di letteratura inglese ed investigatore dilettante.

## Edizioni
- Edmund Crispin, Il negozio fantasma, traduzione di Mariapaola Déttore, I Classici del Giallo n. 649, Arnoldo Mondadori Editore, dicembre 1991,  p. 206.
- Edmund Crispin, Il negozio fantasma, I Classici del Giallo n. 1082, Arnoldo Mondadori Editore, ottobre 2005,  p. 212.